# Verzetskruis
La croix de résistance 1940-1945 ou Verzetkruis est une décoration néerlandaise décernée à ceux qui ont résisté contre l'occupation allemande ou japonaise.

## Création

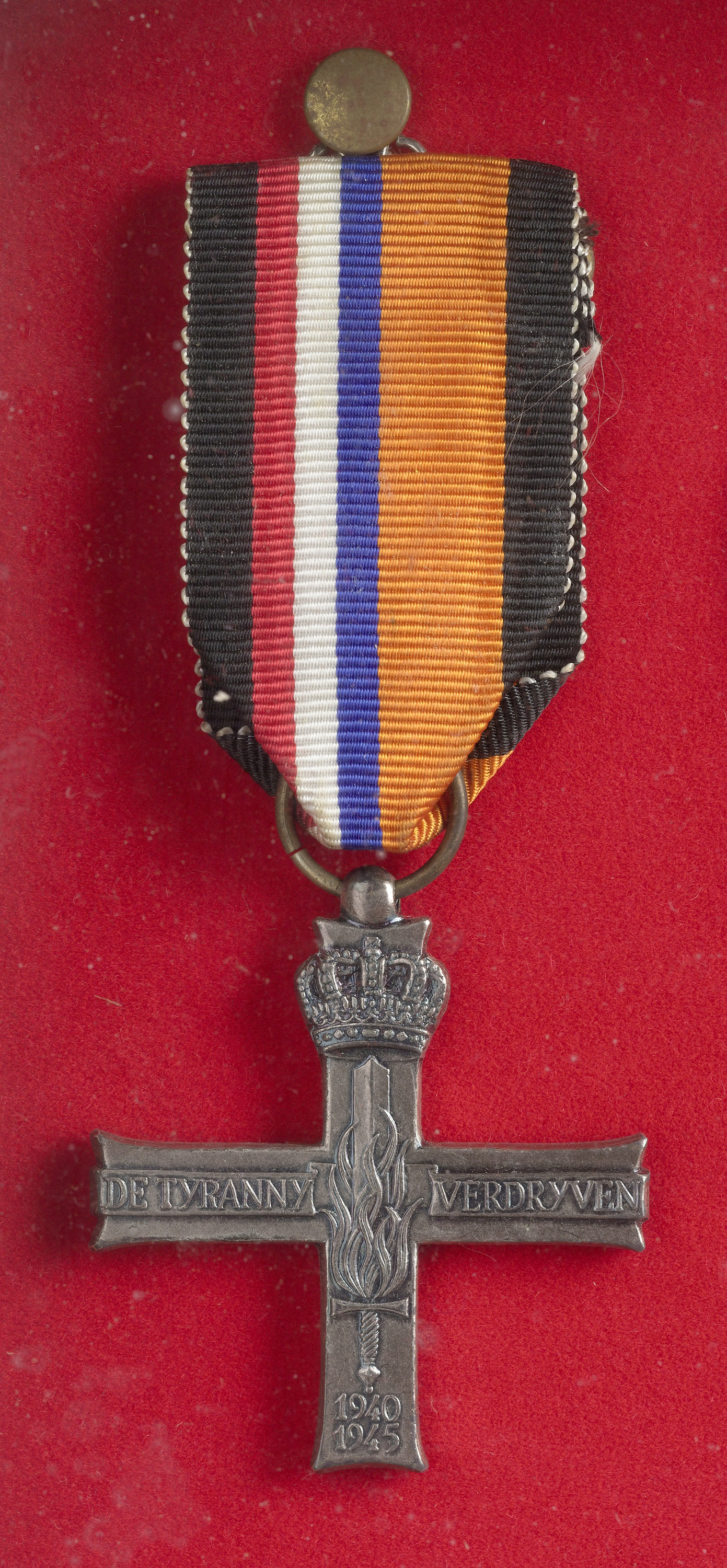
Nederlands verzetkruis

Dans l'après-guerre, la résistance néerlandaise était défavorable à l'idée de créer une décoration spécifique pour la résistance. C'est une décision personnelle de la reine Wilhelmine. Cette décoration a été instituée le 3 mai 1946 par un arrêté royal. Elle récompense het Verzet tegen de Vijanden van de Nederlandse zaak en voor behoud van de geestelijke vrijheid c'est-à dire la résistance contre les ennemis de la cause néerlandaise et pour le maintien de la liberté d'expression.
Dans un compromis avec les anciens membres de la résistance qui ne souhaitaient pas la création de la médaille, elle n'est décernée qu'à des résistants déjà morts, à l'exception de Gerard Tieman (nl). Elle a été décernée au total 95 fois, dont 93 à titre posthume. La grande majorité des personnes décorées était néerlandaise, mais certains Belges et Français l'ont également reçue. Elle a été également décernée au soldat juif inconnu du ghetto de Varsovie et envoyée pour un monument à Riverside Park.